# سعيد أختر الرضوي
السيد سعيد أختر الرضوي (1927 - 2002). هو رجل دين وداعيَّة ومبلِّغ شيعي هندي، كان نشطاً في الدعوة إلى التشيُّع وكثير السفر من أجل هذه الغاية، وقد أجاد سبع لغاتٍ هي الأردويَّة والفارسيَّة والعربيَّة والإنگليزيَّة والسواحيليَّة والهنديَّة والگجراتيَّة، وله مؤلَّفاتٍ بهذه اللغات - ما عدا الهنديَّة والگجراتيَّة -. وقد قضى وطراً من الزمان مبلغاً وداعياً للتشيُّع في شرق إفريقيا، وبالتحديد في تانزانيا، وهاجر في أواخر عمره إلى كندا.

## ولادته ونشأته
كانت ولادة الرضوي في إحدى قرى ناحية سران [الإنجليزية] التابعة لولاية بِهَار في شمال الهند، وذلك في الأول من رجب 1345 هـ الموافق الخامس من يناير / كانون الثاني 1927 م، وكانت نشأته في قرية گوپال پور، ثمَّ انتقل به والده إلى پتنا المعروفة بعظيم آباد، وكان يبلغ من العمر ثمان سنين، ودرس هناك اللغتين الفارسيَّة والإنگليزيَّة، ثمَّ انتقل لمواصلة تحصيله إلى المدرسة السليمانية بنفس المدينة، وبقي هناك عاماً كاملاً قبل أن ينتقل إلى جامع العلوم الجوادية في بنارس حيث أقام بها من أواخر سنة 1360 هـ / 1941 م إلى أواخر 1365 هـ / 1946 م.

## نشاطاته في الهند
بعد إكمال الرضوي لدراساته الدينيَّة صار إماماً للجمعة والجماعة في قرية هلور [الإنجليزية]، وأكمل فيها بناء المسجد الذي وضع أسسه والده، ثم انتقل إلى قرية حسين گنج [الإنجليزية]، وأقام فيها من 1952 م إلى أواخر 1959 م إماماً للجمعة والجماعة، وأستاذاً للفارسيَّة والأردويَّة في المدرسة الرسميَّة الثانويَّة هناك.

## نشاطاته في إفريقيا
بدعوة من الجمعية الشيعيَّة الإثني عشريَّة للخوجة في شرق إفريقيا، سافر الرضوي إلى تانزانيا في شهر ديسمبر 1959 م، وأقام في ليندي وأروشا ودار السلام في الفترة بين عامي 1960 م و1969 م، وتعلَّم في تلك الفترة اللغة السواحيليَّة. وبعد المشاورات مع الجمعية المذكورة أُسست أول هيئة شيعية للتبليغ في إفريقيا، وهي بعثة بلال الإسلامية (Bilal Muslim Mission)، والتي سجِّلت في الدوائر الحكومية الرسمية التنزانيَّة ثم تمددت في البلدان الإفريقية ككينيا وبوروندي وغانا ومدغشقر، ثمَّ توسع أكثر فوصل إلى بلدان أبعد كغيانا وترينيداد وتوباگو في أمريكا الجنوبية، وافتتح للبعثة فرعٌ في السويد وآخر في شيكاگو الأمريكيَّة.

## الرجوع إلى الهند
رجع الرضوي سنة 1978 م إلى الهند، وانشغل هناك بترجمة تفسير الميزان لمحمد حسين الطباطبائي.

## السفر إلى لندن ثم عودته إلى إفريقيا
سافر الرضوي في أواخر 1982 م إلى لندن منشغلاً بالتدريس والتبليغ، وشارك في تأسيس رابطة أهل البيت الإسلامية العالمية، وذهب مرَّة أخرى في جولة سريعة إلى تانزانيا وكينيا سنة 1985 م قبل أن يحطَّ رحاله فيها مرَّة أخرى سنة 1986 م، ليقضي ثمان سنين في تنميَّة بعثة بلال الإسلامية والنهوض بمشاريعها.

## وفاته
توفي في الثامن من ربيع الآخر 1423 هـ الموافق للعشرين من يونيو / حزيران 2002 م بدار السلام، ودفن بمقبرة الشيعة بجوار المسجد الجامع.

## مؤلفاته
كتب الرضوي كتباً بخمس لغات، وتُرجمت كتبه إلى ما يقارب الإثنين وعشرين لغة، ومن كتبه:
| العنوان                                                 | اللغة      | الوصف |
| ------------------------------------------------------- | ---------- | --- |
| اتمام حجت                                               | الأردوية   | ردَّ فيه على اعتراضات العالم السني محمود أحمد على التشيُّع في مسائل تحريف القرآن والبداء والتقية والمتعة ووجود المهدي وبعض المسائل الأخرى |
| كربلاشناسى                                              | الأردوية   | مثال |
| ازدواج امام حسين                                        | الأردوية   | مثال |
| نرجس خاتون                                              | الأردوية   | مثال |
| اشعريت                                                  | الأردوية   | مثال |
| غنا كى حرمت                                             | الأردوية   | مثال |
| وحى والهام كى بات                                       | الأردوية   | مثال |
| شجرهٔ طيبه                                               | الأردوية   | مثال |
| گلدسته مودت                                             | الأردوية   | مثال |
| إسلام كا نظام خانوادگى                                  | الأردوية   | مثال |
| رهبر منزل                                               | الأردوية   | مثال |
| عزادارى اور بدعت                                        | الأردوية   | مثال |
| عزادارى سيد الشهداء إسلامي نقطه نظر                     | الأردوية   | مثال |
| فرزندان رحمة للعالمين نى إسلام كو تباهى سى گس طرح بچايا | الأردوية   | مثال |
| تكملهٔ مطلع انوار                                        | الأردوية   | مثال |
| حديقة الأدب                                             | العربية    | ترجمة لكتاب گلزار دبستان الفارسي |
| مسألة البداء                                            | العربية    | مثال |
| القرآن الكريم ومشكلة أخبار الآحاد                       | العربية    | مثال |
| التعليقات على الذريعة                                   | العربية    | تعليقات على موسوعة الذريعة إلى تصانيف الشيعة لمؤلفها آغا بزرگ الطهراني                                                                |
| Al-Mizan                                                | الإنگليزية | ترجمة إنگليزية لكتاب الميزان في تفسير القرآن لمحمد حسين الطباطبائي                                                                    |
| Al-Bayan                                                | الإنگليزية | ترجمة إنگليزية لكتاب البيان في تفسير القرآن لأبي القاسم الخوئي                                                                        |
| Qur'an and Hadith                                       | الإنگليزية | |
| Islam                                                   | الإنگليزية | تُرجم إلى السواحيليَّة واليابانيَّة والتايلنديَّة والإيطاليَّة ووالهوسيَّة والفرنسيَّة والبورميَّة والإندونيسيَّة                                      |
| Need of Religion                                        | الإنگليزية | تُرجم إلى السواحيليَّة |
| God of Islam                                            | الإنگليزية | تُرجم إلى السواحيليَّة والفرنسيَّة والأردويَّة والهنديَّة والگجراتية                                                                           |
| Justice of God                                          | الإنگليزية | تُرجم إلى السواحيليَّة |